# Campionato europeo di baseball 1973
Il campionato europeo di baseball 1973 è stato la tredicesima edizione del campionato continentale. Si svolse ad Haarlem, nei Paesi Bassi, dal 30 giugno al 7 agosto, e fu vinto dai Paesi Bassi, alla loro decima affermazione in ambito europeo.

## Squadre partecipanti
- Belgio
- Francia
- Italia

- Paesi Bassi
- Spagna
- Svezia

## Risultati

### Gruppo
|    | Team        | V - P | Pf - Ps | %     |
| -- | ----------- | ----- | ------- | ----- |
| 1. | Paesi Bassi | 5 - 0 | 67 - 7  | 1.000 |
| 2. | Italia      | 4 - 1 | 76 - 12 | 0.800 |
| 3. | Spagna      | 3 - 2 | 14 - 20 | 0.600 |
| 4. | Belgio      | 1 - 4 | 24- 45  | 0.200 |
| 5. | Svezia      | 1 - 4 | 13- 59  | 0.200 |
| 6. | Francia     | 1 - 4 | 14- 65  | 0.200 |

| Haarlem 1973 | Belgio | 0 – 1 | Spagna |  |

| Haarlem 1973 | Francia | 0 – 21 | Paesi Bassi |  |

| Haarlem 1973 | Spagna | 0 – 7 | Paesi Bassi |  |

| Haarlem 1973 | Belgio | 0 – 16 | Paesi Bassi |  |

| Haarlem 1973 | Francia | 1 – 14 | Italia |  |

| Haarlem 1973 | Spagna | 2 – 11 | Italia |  |

| Haarlem 1973 | Belgio | 2 – 20 | Italia |  |

| Haarlem 1973 | Belgio | 3 – 4 | Svezia |  |

| Haarlem 1973 | Spagna | 4 – 1 | Francia |  |

| Haarlem 1973 | Italia | 6 – 7 | Paesi Bassi |  |

| Haarlem 1973 | Spagna | 7 – 1 | Svezia |  |

| Haarlem 1973 | Francia | 8 – 7 | Svezia |  |

| Haarlem 1973 | Paesi Bassi | 16 – 1 | Svezia |  |

| Haarlem 1973 | Belgio | 19 – 4 | Francia |  |

| Haarlem 1973 | Italia | 25 – 0 | Svezia |  |

### Finale 5º/6º posto
| Haarlem 1973 | Francia | 5 – 6 | Svezia |  |

| Haarlem 1973 | Svezia | 10 – 7 | Francia |  |

### Girone finale
|    | Team        | V - P | Pf - Ps | %     |
| -- | ----------- | ----- | ------- | ----- |
| 1. | Paesi Bassi | 6 - 0 | 54 - 10 | 1.000 |
| 2. | Italia      | 4 - 2 | 65 - 23 | 0.677 |
| 3. | Spagna      | 2 - 4 | 21 - 40 | 0.333 |
| 4. | Belgio      | 0 – 6 | 6 - 73  | 0.000 |

| Haarlem 1973 | Belgio | 0 – 8 | Paesi Bassi |  |

| Haarlem 1973 | Belgio | 1 – 17 | Italia |  |

| Haarlem 1973 | Spagna | 2 – 10 | Paesi Bassi |  |

| Haarlem 1973 | Italia | 2 – 6 | Paesi Bassi |  |

| Haarlem 1973 | Belgio | 3 – 11 | Spagna |  |

| Haarlem 1973 | Spagna | 5 – 9 | Italia |  |

## Classifica finale
| Campione d'Europa | Campione d'Europa | Campione d'Europa |
| ----------------- | ----------------- | ----------------- |
| Paesi Bassi       |                   |                   |
| Argento           | Italia            |                   |
| Bronzo            | Spagna            |                   |
| 4.                | Belgio            |                   |
| 5.                | Svezia            |                   |
| 6.                | Francia           |                   |